# Heinrich Giese
Heinrich Giese (ur. 1904, zm. ?) – zbrodniarz hitlerowski, członek załogi obozu koncentracyjnego Mauthausen-Gusen i SS-Schütze.
Członek Waffen-SS od października 1940. Pełnił służbę jako strażnik i urzędnik finansowy w obozie głównym od 1 października 1940 do 25 marca 1943. Giese miał na sumieniu morderstwa popełnione na więźniach obozu.
Giese został skazany w procesie załogi Mauthausen-Gusen (US vs. Johann Altfuldisch i inni) przez amerykański Trybunał Wojskowy w Dachau na karę śmierci. Wyrok zamieniono jednak następnie na dożywocie.